# Cory Hill
Cory Lewis Hill (Pontypridd, 10 febbraio 1992) è un rugbista a 15 britannico, internazionale per il Galles che milita come seconda linea nella franchise dei Dragons.

## Biografia
Nativo del villaggio di Maesycoed, nell'abitato di Pontypridd, Hill crebbe nella locale formazione di rugby, di cui rappresentò tutti i livelli fino all'Under-15 per poi passare all'accademia del Cardiff Rugby nel 2007; debuttò per Pontypridd nell'aprile 2010 in campionato contro Llanelli e nella stagione successiva debuttò in Celtic League con Cardiff Rugby.
A maggio 2012 ebbe un problema ai reni mentre giocava, da capitano del Galles U-20, il mondiale di categoria; una volta recuperato, giocò solo una manciata di minuti in Pro12 con Cardiff Blues e, a fine stagione, il contratto non gli fu rinnovato; passò quindi in Inghilterra al Birmingham Moseley, club di Birmingham, in Championship, la seconda divisione nazionale.
Tuttavia, già a novembre 2013 Hill fu opzionato dalla franchise gallese del Newport Gwent Dragons che lo mise sotto contratto a partire da quella stessa stagione di Pro12.
Tre anni più tardi esordì nel Galles, il cui CT Rob Howley lo schierò per la prima volta contro l'Australia a Cardiff nel novembre 2016.
Nel giugno 2017 fece parte di un gruppo di quattro gallesi e due scozzesi impegnati in tour in Australasia con le rispettive nazionali chiamati da Warren Gatland, C.T. dei British Lions, come rimpiazzo per alcune defezioni causa infortunio nella squadra che stava affrontando il suo tour in Nuova Zelanda in casa della Nuova Zelanda.
Nonostante la convocazione Hill non fu mai utilizzato nelle quattro gare che rimanevano alla conclusione del tour della formazione interbritannica.